# Spreading the Disease
Spreading the Disease è il secondo LP della band Thrash metal Anthrax, pubblicato nel 1985.

## Il disco
Si tratta del primo album in studio del gruppo a cui partecipano Joey Belladonna e Frank Bello, rispettivamente alla voce e al basso. Il disco contiene l'ormai famosa Madhouse: canzone per la quale fu girato un video (il primo per la band) che, però, venne "bandito" da MTV per via dei riferimenti ai malati mentali.
È l'ultimo album degli Anthrax a comprendere la collaborazione dell'ex-cantante Neil Turbin come scrittore dei testi per le canzoni Armed And Dangerous e Gung-Ho. Inoltre il testo di Medusa è accreditato al produttore dell'album Jon Zazula.
Il brano Madhouse è presente nella colonna sonora dei videogiochi Guitar Hero II e Grand Theft Auto: Vice City.

## Tracce
1. A.I.R. (Anthrax)- 5.45
2. Lone Justice (Anthrax) - 4.37
3. Madhouse (Anthrax) - 4.19
4. S.S.C./Stand or Fall (Anthrax)- 4.07
5. The Enemy (Anthrax)- 5.23
6. Aftershock (Anthrax) - 4.28
7. Armed and Dangerous (Neil Turbin, Scott Ian, Danny Lilker)- 5.43
8. Medusa (Jon Zazula, Anthrax)- 4.44
9. Gung-Ho (Neil Turbin, Scott Ian, Danny Lilker)- 4.40

## Formazione
- Joey Belladonna - voce
- Scott Ian - chitarra
- Dan Spitz - chitarra
- Frank Bello - basso
- Charlie Benante - batteria